# Шенборн (Доња Лужица)
Шенборн (њем. Schönborn) град је у њемачкој савезној држави Бранденбург. Једно је од 33 општинска средишта округа Елбе-Елстер. Према процјени из 2010. у граду је живјело 1.749 становника. Посједује регионалну шифру (AGS) 12062453.

## Географски и демографски подаци
Шенборн се налази у савезној држави Бранденбург у округу Елбе-Елстер. Град се налази на надморској висини од 91 метра. Површина општине износи 38,5 km². У самом граду је, према процјени из 2010. године, живјело 1.749 становника. Просјечна густина становништва износи 45 становника/km².